# Турчјански Дјур
Турчјански Дјур (слч. Turčiansky Ďur) насељено је мјесто са административним статусом сеоске општине (слч. obec) у округу Мартин, у Жилинском крају, Словачка Република.

## Становништво
| Година:    | 1994. | 2004.    | 2014.   | 2024.   |
| ---------- | ----- | -------- | ------- | ------- |
| Број људи: | 156   | 193      | 175     | 164     |
| Разлика:   |       | +23,71 % | -9,32 % | -6,28 % |

| Година:    | 2023. | 2024.   |
| ---------- | ----- | ------- |
| Број људи: | 165   | 164     |
| Разлика:   |       | -0,60 % |

Према подацима о броју становника из 2011. године насеље је имало 170 становника.